# Chapelle de la famille Gadd à Tampere
La chapelle de la famille Gadd (en finnois : Gaddin kappeli) est une église luthérienne située dans le quartier de Rahola à Tampere en Finlande.

## Présentation
La chapelle de Gadd est une chapelle tombale de style baroque construite en 1785,,.
La chapelle a été construite pour la famille Gadd, et entre 1785 et 1854 un total de 28 membres de la famille y ont été enterrés. 
Les corps ont par la suite été exhumés de la chapelle et enterrés dans le parc de l'église. 
La chapelle est classée site protégé pour des raisons architecturales, culturelles-historiques et paysagères.
À côté de la chapelle se trouvait l'église de la paroisse de la chapelle de Harju, construite au plus tard en 1639, qui a été démolie en 1858,,.